# Kapsid
En kapsid er en beskyttende skal af proteiner omkring genomet i en virus . Det består for de fleste virus af underenheder kaldet kapsomerer, der opbygger en symmetrisk form.
Kapsider klassificeres stort set efter deres struktur. Størstedelen af virus har kapsider med spiralformet eller icosahedral struktur. Nogle virus har udviklet mere komplicerede strukturer, som f.eks. bakteriofager.
Kapsidfladerne kan bestå af et eller flere proteiner. F.eks. har mund- og klovsygevirus en kapsid, der består af tre proteiner kaldet VP1, VP2 og VP3.
Nogle virus kan yderligere have en membrankappe (lipid-kappe) afledt af værtens cellemembran, hvori der er indlejret proteiner kodet af virusgenomet. Også kapsidens proteiner er kodet af det virale genom. Der kan også indbygges yderligere strukturproteiner i virionet eller proteiner der fungerer ved produktionen af viruskomponenterne.